# 梨木站
梨木站（朝鲜语：／ Rimok yŏk */?）是位于朝鮮民主主義人民共和國江原道洗浦郡的一個鐵路車站，属于江原线。

## 邻近车站
剑拂浪站 - 梨木站 - 福溪站